# Бри (район)
Бри (фр. Brye, валлон. Briys) — жилой район бельгийского города Флёрюс в валлонской провинции Эно. Этот город был отдельным муниципалитетом до объединения муниципалитетов в 1977 году.
Во времена Напалеоновких войн являлся небольшой деревней.

## География
Район расположен на границе 3 провинций: Намюр, Эно, Валлонский Брабант.

## Памятник
В Бри находится часовня Святой Адели. Она расположена на месте чудесного родникового источника, вода которого должна была исцелять глаза. По одной из легенд святая сама чудесным образом прозрела от чудесной воды. День святой Адели отмечается в первые выходные июля.